# San Angelo Saints
Die San Angelo Saints waren eine US-amerikanische Eishockeymannschaft aus San Angelo, Texas. Das Team spielte von 2001 bis 2005 in der Central Hockey League.

## Geschichte
Die Mannschaft wurde 1997 unter dem Namen San Angelo Outlaws als Franchise der Western Professional Hockey League gegründet. In dieser spielten sie bis zur Auflösung der Liga im Anschluss an die Saison 2001/02. Mit einigen anderen Teams wechselten die Outlaws in die Central Hockey League, in der sie in ihrer ersten Spielzeit als Division-Letzter die Playoffs um den Miron Cup deutlich verpassten. Daraufhin wurde der Club in San Angelo Saints umbenannt. Unter diesem Namen spielten die Texaner, bis die Verantwortlichen 2005 den Spielbetrieb einstellten und das Franchise auflösten. In ihren letzten beiden Spielzeiten erreichten sie jeweils die erste Playoff-Runde, was gleichzeitig auch den größten Erfolg in der achtjährigen Clubgeschichte darstellte. 

## Saisonstatistik (CHL)
Abkürzungen: GP = Spiele, W = Siege, L = Niederlagen, T = Unentschieden, OTL = Niederlagen nach Overtime SOL = Niederlagen nach Shootout, Pts = Punkte, GF = Erzielte Tore, GA = Gegentore, PIM = Strafminuten
| Saison  | GP | W  | L  | T | OTL | SOL | Pts | GF  | GA  | Platz         | Playoffs                       |
| 2001/02 | 64 | 29 | 31 | — | 4   | —   | 62  | 207 | 228 | 4., Southeast | nicht qualifiziert             |
| 2002/03 | 64 | 20 | 37 | — | 7   | —   | 47  | 196 | 272 | 4., Southeast | nicht qualifiziert             |
| 2003/04 | 64 | 37 | 19 | — | 8   | —   | 82  | 197 | 169 | 1., Southwest | Niederlage in der ersten Runde |
| 2004/05 | 60 | 32 | 22 | — | 6   | —   | 70  | 169 | 177 | 3., Southwest | Niederlage in der ersten Runde |

## Bekannte Spieler
- Chris Minard

## Team-Rekorde (CHL)

### Karriererekorde
Spiele: 183  Matt Frick
Tore: 56  Trevor Weisgerber
Assists: 78  Matt Frick
Punkte: 131  Trevor Weisgerber
Strafminuten: 380  Kori Davison